# Creag Meagaidh
Der Creag Meagaidh (umgangssprachlich auch als Craig Meggie bezeichnet) ist ein 1.128 m (3.701 ft) hoher, als Munro und Marilyn eingestufter Berg in Schottland. Sein gälischer Name kann in etwa mit Fels des Sumpflands übersetzt werden.  Der Gipfel liegt in der Council Area Highland gut 20 Kilometer westlich von Dalwhinnie und etwa 20 Kilometer nordöstlich von Spean Bridge oberhalb von Loch Laggan und dem Glen Spean.

## Lage und Beschreibung
Dank der Höhenlage und Ausdehnung seines Gipfelplateaus, das fast durchweg deutlich über 1000 Meter aufweist und über einen Quadratkilometer groß ist, ist das breite Massiv des Creag Meagaidh eine markante, aus fast allen Richtungen weithin zu sehende Landmarke. Es liegt nördlich des Glen Spean und südwestlich des weitläufigen Hochplateaus der Monadh Liath, von dem es durch das Glen Roy und den über eine niedrige Wasserscheide anschließenden obersten Abschnitt des Spey getrennt ist. Neben dem namensgebenden Hauptgipfel umfasst das Massiv weitere Neben- und Vorgipfel entlang seiner fünf in fast alle Richtungen führenden Grate. Nordöstlich schließen sich mit dem 1054 Meter hohen Stob Poite Coire Ardair und dem 1006 Meter hohen Càrn Liath weitere Munros an. Der breite Grat, auf dem diese beiden Gipfel liegen, ist durch einen markanten und weithin sichtbaren Einschnitt, der als The Window bezeichnet wird, vom kurzen Nordgrat des Creag Meagaidh getrennt. Dessen durch einen Cairn markierter Hauptgipfel selbst ist wenig auffällig und von den umliegenden Tälern kaum zu sehen, da er sich von fast allen Seiten kaum von dem weitläufigen Gipfelplateau abhebt, in dessen Nordwesten er liegt. Östlich des höchsten Punkts liegt am Nordrand des Plateaus ein auffälliger weiterer Cairn, der als „Mad Meg’s Cairn“ bezeichnet wird. Einer lokalen Legende zufolge wurde hier im 18. Jahrhundert von ihrer Familie eine Selbstmörderin begraben, der das Begräbnis auf dem lokalen Friedhof verweigert worden war.
Am bekanntesten ist der Creag Meagaidh für seine steilen, teils über 400 Meter hohen Felswände, die zu den höchsten Wänden in Schottland zählen und nach Nordosten und Süden zwei Kare umschließen, das nordöstlich liegende Coire Ardair und das südlich liegende Coire Choille-rais. In beiden liegt direkt unterhalb der Felswände jeweils ein kleiner Bergsee, im Coire Ardair der Lochan a’ Choire und im Coire Choille-rais der nach dem Kar benannte Lochan Coire Choille-rais. Zwischen beiden Karen führt ein schmaler, sich dann wieder verbreiternder Grat mit dem Puist Coire Ardair als höchstem Punkt nach Osten, der im rund 1000 Meter hohen Vorgipfel Sròn a’ Choire südlich des Coire Ardair endet. Von ihm zweigt ein kürzerer und abfallender Grat nach Südosten ab, der in Felsklippen am Ostrand des Coire Choille-rais endet, die als Creag Tharsuinn bezeichnet werden. Westlich des Coire Choille-rais führt ein breiter Rücken vom Gipfelplateau nach Süden, der in zwei Vorgipfeln, dem 1028 Meter hohen Meall Coire Choille-rais und dem 993 Meter hohen An Cearcallach endet. Nach Norden besitzt der Creag Meagaidh ebenfalls steile, felsdurchsetzte Wände, die aber weniger steil und von geringerer Höhe als die Klippen des Coire Ardair sind. Westlich des Hauptgipfels führt ein schmaler Grat nach Westen, der sich ähnlich wie der Ostgrat wieder aufspaltet, aber in zwei breiten und sanfter abfallenden grasigen Rücken ausläuft. Im Südwesten schneidet das Moy Corrie tief in das Gipfelplateau ein, das auf beiden Seiten schrofendurchsetzte steile Hänge besitzt.

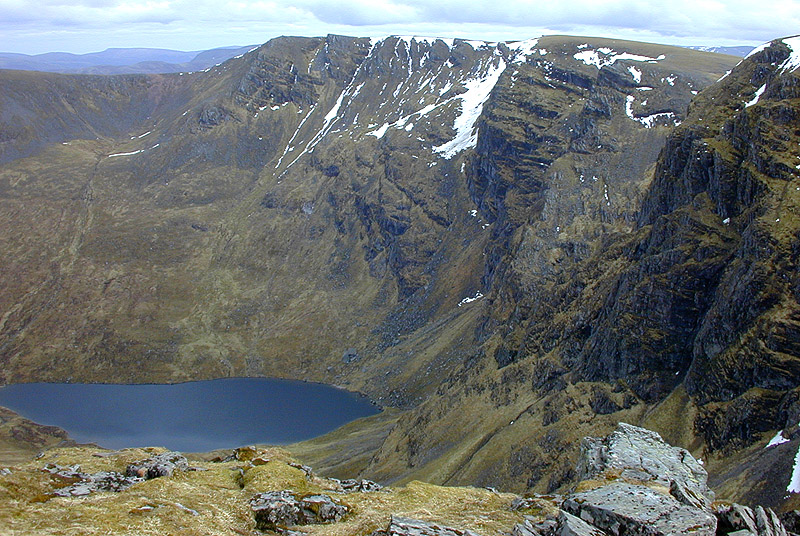
Blick vom benachbarten Stob Poite Coire Ardair nach Südwesten in das Coire Ardair und die darüber aufragende Nordostwand des Creag Meagaidh
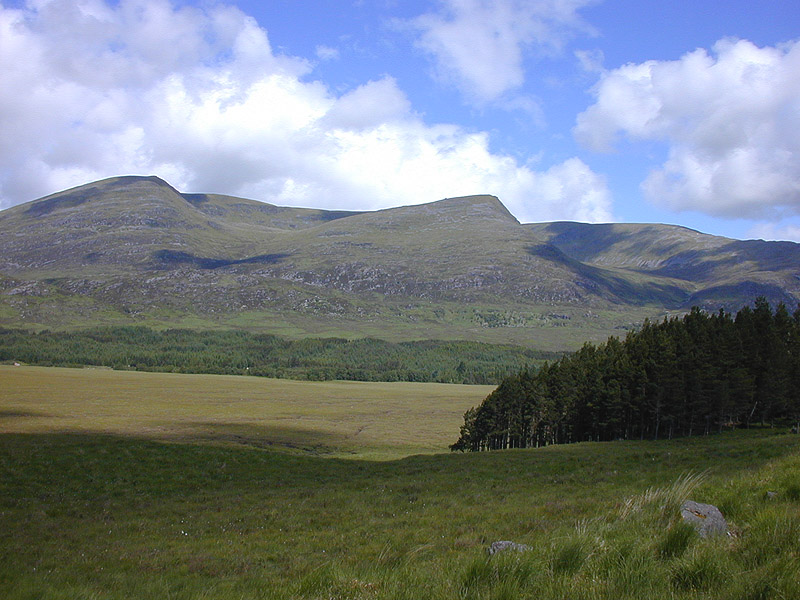
Das Massiv des Creag Meagaidh von Süden aus dem Glen Spean, in Bildmitte der Vorgipfel Meall Coire Choille-rais
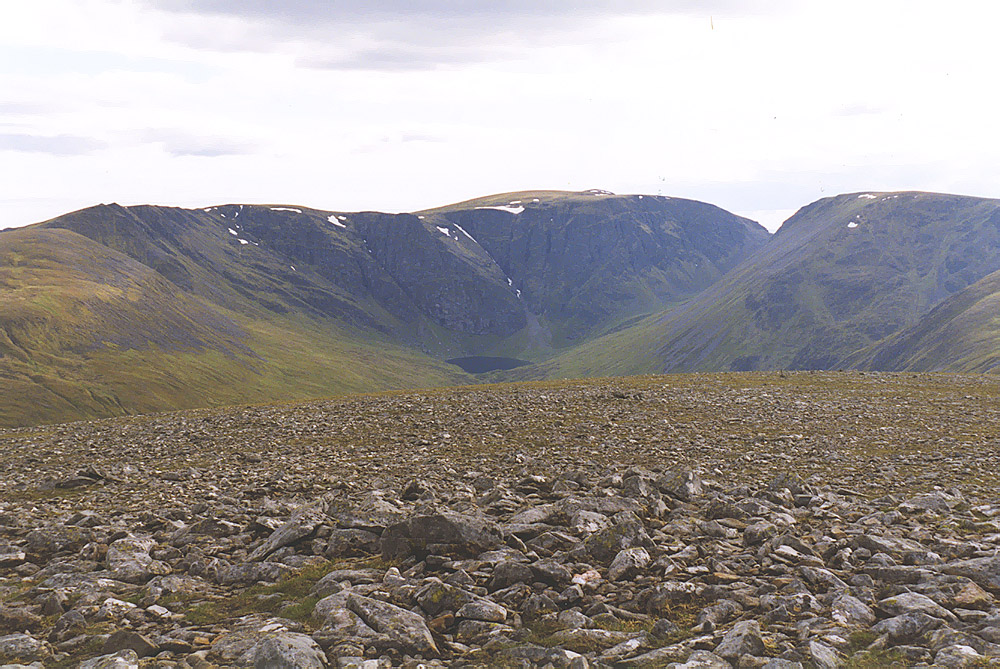
Blick vom Càrn Liath nach Westen in das Coire Adair und auf den Creag Meagaidh, rechts die als the Window bezeichnete Scharte zum benachbarten Stob Poite Coire Ardair
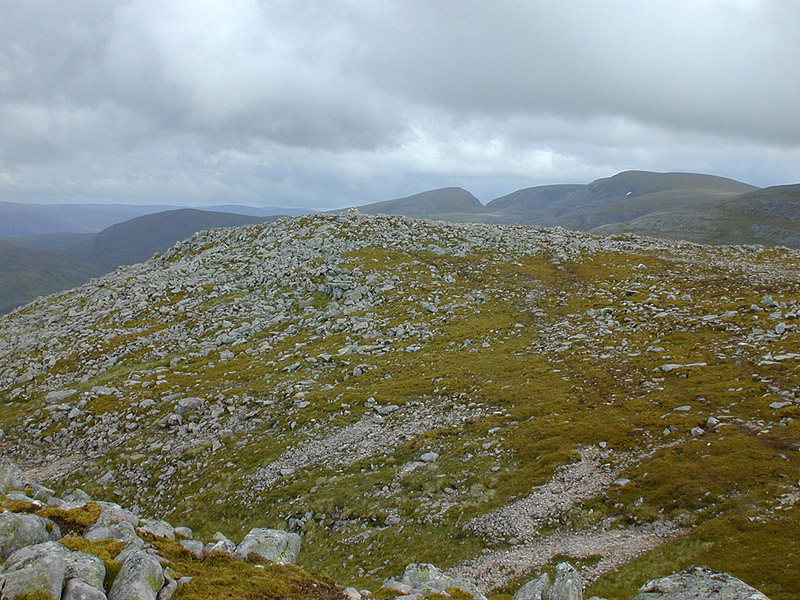
Das Gipfelplateau des westlich gelegenen Beinn Teallach, im Hintergrund rechts der Creag Meagaidh, links durch the Window getrennt der Stob Poite Coire Ardair
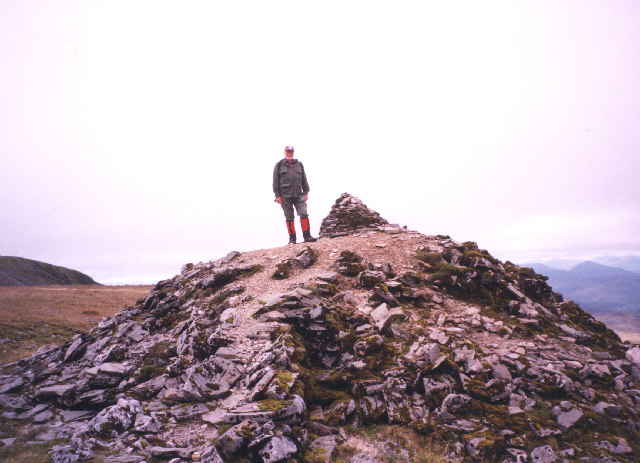
Mad Meg’s Cairn auf dem Gipfelplateau des Creag Meagaidh, der Gipfelcairn liegt westlich dieses Cairns

## Geologie
Geologisch sind die Felsen des Creag Meagaidh Teil der Dalradian Supergroup, eine Abfolge mariner Sedimente und vulkanischer Gesteine, die vor etwa 800 bis 500 Millionen Jahren abgelagert wurden. In der kaledonischen Orogenese wurden die Gesteine der Supergroup aufgefaltet, im Bereich des Creag Meagaidh finden sich auch Intrusionen von Granit aus tieferen Schichten. Die heutige Formen des Massivs sind ein Ergebnis der letzten Kaltzeit vor gut 18.000 Jahren. Die Ausläufer der über dem heutigen Rannoch Moor südlich des Creag Meagaidh liegenden Gletscher schufen sowohl das flache, vom Eis regelrecht abgehobelte Gipfelplateau wie auch die in das Plateau tief eingeschnittenen Corries.

## Flora und Fauna
Das Massiv des Creag Meagaidh und die umliegenden Berge und Täler sind aufgrund ihrer reichen Flora und Fauna seit 1986 als National Nature Reserve (NNR) ausgewiesen. Die NNR umfasst fast 4000 ha und wird von der schottischen Naturschutzbehörde NatureScot (bis 2020 Scottish Natural Heritage) verwaltet.
Die Höhenlage und Exposition des Gipfelplateaus bedingt vergleichsweise extreme klimatische Bedingungen, vor allem im Winter herrschen arktische Verhältnisse vor und in den Karen auf der geschützten Ostseite bleiben Schneefelder oft bis in den Sommer liegen. Auf dem Gipfelplateau ist die Vegetation von Moosen und Gräsern geprägt und entspricht in vielem der Vegetation der nordischen Tundra. Zu finden sind bspw. eines der größten britischen Vorkommen von Racomitrium lanuginosum (woolly-fringe moss), Lebermoose, Flechten und diverse Arten von Seggen. Die Corries des Creag Meagaidh weisen eher alpine Bedingungen auf, teils recht trocken, teils auch feuchter. In den Lagen zwischen dem Gipfelplateau und der Grenze zu den tiefer gelegenen Waldbereichen zu finden sind Strauchweiden wie etwa die Lappland-Weide, Moose und verschiedene Heidekräuter. Zu den Blütenpflanzen zählen Rosenwurz, Trollblumen, Sumpfdotterblumen, Wald-Engelwurz, Frauenmantel, zu finden sind außerdem Löffelkräuter und Echter Baldrian. Die tieferen Lagen weisen noch Reste der früheren natürlichen Waldvegetation auf, die die jahrhundertelange Nutzung für die Schafzucht überstanden haben. Neben Birken existieren diverse Bestände von Waldkiefern (Scots pine), wie sie früher in weiten Teilen der Highlands zu finden waren.
In der NNR sind bislang 137 Vogelarten verzeichnet worden, davon brüten 56 regelmäßig. Eine Besonderheit ist der Mornellregenpfeifer, von dem etwa 27 Brutpaare das Gipfelplateau und die oberen Lagen der Corries als Brutstandorte nutzen. Zu den Brutvögeln gehören weiterhin Schottische Moorschneehühner, Goldregenpfeifer, Sandregenpfeifer, Schneeammern, Alpenschneehühner, Alpenstrandläufer, Brachvögel und Grünschenkel. Birkhühner sind ebenfalls regelmäßig am Creag Meagaidh zu sehen. An Greifvögeln sind Steinadler, Wanderfalken und Merline zu finden.
Der früher übermäßig große Bestand an Rothirschen, der auf die Nutzung der früheren Estates für Jagdzwecke zurückzuführen ist, wurde seit Gründung der NNR deutlich reduziert und wird durch konstantes Wildmanagement auf einem verträglichen Niveau gehalten. Während Mitte der 1980er Jahre noch rund 1000 Rothirsche im Bereich des Berges lebten, beträgt ihre Zahl seit einigen Jahren etwa noch 250. Rehe und Sikahirsche sind ebenfalls am Creag Meagaidh zu finden. Zu den kleineren Säugetieren am Creag Meagaidh zählen unter anderem Schneehasen, Baummarder und Fischotter.
An wirbellosen Tieren sind alleine auf dem Gipfelplateau über 150 Arten registriert worden, darunter einige Arten, die ansonsten in Großbritannien nirgends vorkommen.

## Geschichte
Über die frühe Geschichte des Gebiets um den Creag Meagaidh ist wenig überliefert. Erste Berichte stammen aus dem 17. Jahrhundert. Um 1700 zählte das Massiv zum Gebiet des Clans Macpherson. Bis 1746 gehörte das Gebiet Ewen Macpherson of Cluny, genannt Cluny Macpherson, der sich als Anhänger des Hauses Stuart nach der vernichtenden Niederlage der Jakobiten unter Bonnie Prince Charlie in der Schlacht von Culloden vor den Regierungstruppen neun Jahre in den Highlands verbarg. Sein Besitz wurde von den Commissioners for Forfeited Estates eingezogen. 1784 erhielt sein Enkel den Besitz zurück. Prince Charlie selber passierte auf seiner Flucht durch die Highlands wahrscheinlich The Window zwischen dem Creag Meagaidh und dem Stob Poite Coire Ardair. Für 1786 ist die erste gesicherte Besteigung des Bergs durch einen Colonel Thomas Thornton verzeichnet, der dies in einem Bericht über seine Jagdtouren in den Highlands erwähnte. Es ist aber anzunehmen, dass das Gipfelplateau bereits zuvor von Schafhirten und Jägern bestiegen wurde.
Bis in das 19. Jahrhundert existierten einzelne von Croftern bewohnte Farmen im Gebiet um den Creag Meagaidh, die im Zuge der Highland Clearances verschwanden und von denen noch Mauerreste zeugen. Um 1790 waren in der Parish von Laggan, zu der das Gebiet des Creag Meagaidh gehört, gut 20.000 Schafe eingestellt, 1840 war der Bestand auf das Doppelte angewachsen. 1929 wurden mehrere Estates zur Aberarder Estate zusammengeschlossen, die für Jagdzwecke, Schafzucht, Fischerei und Waldwirtschaft genutzt wurde. Der Bau des Lochaber hydro-electric scheme, für das Loch Laggan 1934 aufgestaut wurde, reduzierte die bislang vom Rotwild der Monadh Liath genutzten Überwinterungsgebiete im Glen Spean und führte zu erhöhten Beständen im Bereich des Creag Meagaidh. Nach dem Zweiten Weltkrieg war die Aberarder Estate von 1947 bis 1957 zu landwirtschaftlichen Zwecken verpachtet, neben Schafen wurden in dieser Zeit auch Rinder am Creag Meagaidh gehalten. 1964 wurde der Bereich des Creag Meagaidh zur Site of Special Scientific Interest (SSSI) erklärt.
1983 erwarb eine private Forstwirtschaftsfirma das Gebiet um den Creag Meagaidh und plante umfangreiche Anpflanzungen von Sitka-Fichten. Nach vehementer öffentlicher Kritik genehmigte der damalige Schottland-Minister George Younger nur die Hälfte der geplanten Anpflanzungen. Die Firma zog ihre Pläne daraufhin zurück und verkaufte die Estate an das Nature Conservancy Council (NCC), den Vorgänger des heutigen Eigentümers NatureScot. Damit war der Weg frei, um 1986 die Creag Meagaidh National Nature Reserve zu gründen. Seitdem ist das Gebiet um den Creag Meagaidh der landwirtschaftlichen Nutzung entzogen. 2005 wurde die NNR zudem als Special Area of Conservation ausgewiesen.

## Bergsteigen und Klettern
Viele Munro-Bagger besteigen den Creag Meagaidh im Rahmen einer Rundtour unter Einbeziehung des Carn Liath und des Stob Poite Coire Ardair, die hufeisenförmig um das Coire Ardair führt. Der direkte Zustieg führt durch das Coire Ardair und an dessen Talschluss steil ansteigend bis in den als The Windows bezeichneten Bealach auf der Nordseite des Massivs. Von dort führt ein Pfad auf das Gipfelplateau. Alternativ kann auch der Südostgrat über den Sròn a’ Choire für eine Besteigung genutzt werden. Ausgangspunkt ist jeweils ein Parkplatz bei der kleinen Ansiedlung Aberarder an der A86. Weitere Zustiegsmöglichkeiten bestehen aus Richtung Südwesten durch das Moy Corrie und über den Südwestgrat.
Die Felswände des Creag Meagaidh am Talschluss des Coire Ardair gelten als eines der besten schottischen Eisklettergebiete. Erste Routen wurden bereits um 1900 von Harold Raeburn, einem Pionier des Bergsteigens in Schottland, erstbestiegen. In den 1950er und 1960er Jahren zählten Tom Patey und Don Whillans zu den am Creag Meagaidh aktiven Kletterern. Es existieren Routen aller Schwierigkeitsgrade mit bis zu 500 Metern Länge, die jedoch nur bei längeren Kälteperioden durchgängig begangen werden können. Teile der Wände sind zudem durch Lawinen gefährdet. Außerhalb der Winterzeit sind die Wände dagegen als Klettergebiet weniger beliebt, da die Felsen teils brüchig und stark vegetationsdurchsetzt sind.